# マリア・ホセ・マルティネス・サンチェス
マリア・ホセ・マルティネス・サンチェス（María José Martínez Sánchez, 1982年8月12日 - ）は、スペイン・ムルシア州イエクラ出身の女子プロテニス選手。WTAツアーでシングルス5勝、ダブルス21勝を挙げた。自己最高ランキングはシングルス19位、ダブルス4位。身長176cm、体重68kg。左利き、バックハンド・ストロークは両手打ち。

## 来歴
1998年にプロに転向。4大大会では2001年全豪オープンで初出場した。シングルスでは3回戦進出が最高成績である。
2010年のホップマンカップではトミー・ロブレドと組んで出場し決勝に進出した。シングルスではイギリスのローラ・ロブソンに 1-6, 6-7 で敗れたが、1勝1敗で迎えた混合ダブルスでローラ・ロブソン&アンディ・マリー組を 7-6, 7-5 で破りスペインは3度目の優勝を果たした。5月のBNLイタリア国際ではノーシードから決勝に進出し決勝ではエレナ・ヤンコビッチを 7-6(5), 7-5 で破りプレミア5のタイトルを獲得した。大会後の2010年5月10日付のランキングで自己最高のシングルス19位を記録している。

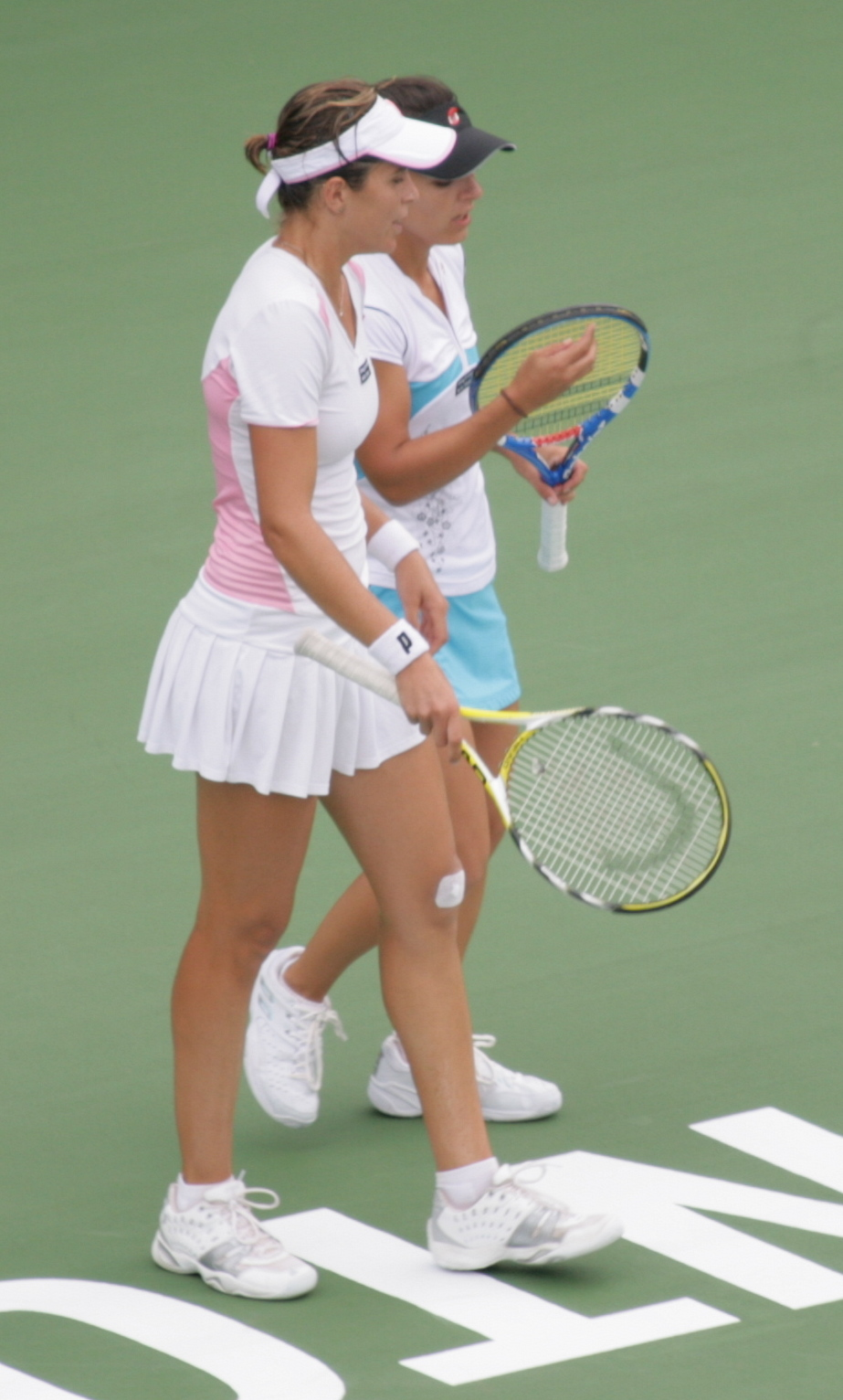
マルティネス・サンチェスとリャゴステラ・ビベス

ダブルスではヌリア・リャゴステラ・ビベスと組むことが多かった。2008年全仏オープンと2008年ウィンブルドン選手権でベスト8、2009年は全仏オープン以外の3大会でベスト8に進出し、最終戦のWTAツアー選手権にも出場し初戦でビーナス・ウィリアムズ&セリーナ・ウィリアムズ組を 2-6, 6-4, [10-8] で破り決勝に進出。決勝ではカーラ・ブラック&リーゼル・フーバー組を 7-6(0), 5-7, [10-7] で破り優勝した。
マルティネス・サンチェスはオリンピックスペイン代表として、2008年北京五輪と2012年ロンドン五輪の2大会に出場している。北京五輪ではシングルス1回戦でオーストラリアのアリシア・モリクを 6-1, 6-1 で破り初戦を突破し、2回戦でロシアのディナラ・サフィナに 6-7(3), 1-6 で敗れた。リャゴステラ・ビベスとのダブルスでは1回戦でロシアのエレーナ・ベスニナ&ベラ・ズボナレワ組に 6-2, 1-6, 3-6 で敗れた。ロンドン五輪では1回戦でスロベニアのポロナ・ヘルツォグを 6-2, 6-4 で破り、2回戦でベラルーシのビクトリア・アザレンカに 1-6, 2-6 で敗れた。リャゴステラ・ビベスと組んだダブルス1回戦でオーストラリアのケーシー・デラクア&サマンサ・ストーサー組を 6-1, 6-1 で破ったが、2回戦で中国の彭帥&鄭潔組に 2-6, 4-6 で敗れた。
マルティネス・サンチェスは2012年7月に結婚した。2013年全仏オープンを最後に公式戦出場から遠ざかり11月に女児を出産した。2015年3月のマイアミ・オープンからツアーに復帰した。復帰後はダブルスを中心に出場していた。
2017年ウィンブルドン選手権ではマルセロ・デモリネルと組んだ混合ダブルスでベスト4に進出した。9月の東レパン・パシフィック・オープンではアンドレヤ・クレパーチとのペアで優勝した。
2019年に37歳で現役を引退した。

## WTAツアー決勝進出結果

### シングルス: 6回 (5勝1敗)
| 大会グレード          | 大会グレード                 |
| 2008年以前            | 2009年以後                   |
| --------------------- | ---------------------------- |
| グランドスラム (0-0)  |                              |
| WTAファイナルズ (0-0) |                              |
| ティア I (0-0)        | プレミア・マンダトリー (0-0) |
| ティア I (0-0)        | プレミア5 (1-0)              |
| ティア II (0-0)       | プレミア (0-0)               |
| ティア III (0-0)      | インターナショナル (4-0)     |
| ティア IV ＆ V (0-1)  | インターナショナル (4-0)     |

| 結果   | No. | 決勝日        | 大会               | サーフェス | 対戦相手                               | スコア         |
| ------ | --- | ------------- | ------------------ | ---------- | -------------------------------------- | -------------- |
| 準優勝 | 1.  | 2008年6月15日 | バルセロナ         | クレー     | マリア・キリレンコ                     | 0-6, 2-6       |
| 優勝   | 1.  | 2009年2月22日 | ボゴタ             | クレー     | ヒセラ・ドゥルコ                       | 6-3, 6-2       |
| 優勝   | 2.  | 2009年7月11日 | ボースタード       | クレー     | キャロライン・ウォズニアッキ           | 7-5, 6-4       |
| 優勝   | 3.  | 2010年5月8日  | ローマ             | クレー     | エレナ・ヤンコビッチ                   | 7-6(5), 7-5    |
| 優勝   | 4.  | 2011年7月17日 | バートガシュタイン | クレー     | パトリシア・メイヤー＝アッハライトナー | 6-0, 7-5       |
| 優勝   | 5.  | 2011年9月25日 | ソウル             | ハード     | ガリナ・ボスコボワ                     | 7-6(0), 7-6(2) |

### ダブルス: 35回 (21勝14敗)
| 大会グレード          | 大会グレード                 |
| 2008年以前            | 2009年以後                   |
| --------------------- | ---------------------------- |
| グランドスラム (0-0)  |                              |
| WTAファイナルズ (1-0) |                              |
| ティア I (0-1)        | プレミア・マンダトリー (0-0) |
| ティア I (0-1)        | プレミア5 (3-3)              |
| ティア II (0-0)       | プレミア (3-3)               |
| ティア III (3-0)      | インターナショナル (9-2)     |
| ティア IV ＆ V (2-5)  | インターナショナル (9-2)     |

| 結果   | No. | 決勝日         | 大会           | サーフェス    | パートナー                   | 対戦相手                                                    | スコア              |
| ------ | --- | -------------- | -------------- | ------------- | ---------------------------- | ----------------------------------------------------------- | ------------------- |
| 優勝   | 1.  | 2001年3月4日   | アカプルコ     | クレー        | アナベル・メディナ・ガリゲス | ビルヒニア・ルアノ・パスクアル パオラ・スアレス             | 6-4, 6-7(5), 7-5    |
| 優勝   | 2.  | 2001年4月8日   | ポルト         | クレー        | アナベル・メディナ・ガリゲス | アレクサンドラ・フセ リタ・グランデ                         | 6-1, 6-7(5), 7-5    |
| 優勝   | 3.  | 2001年5月6日   | ボル           | クレー        | アナベル・メディナ・ガリゲス | ナディア・ペトロワ ティナ・ピズニック                       | 7-5, 6-4            |
| 準優勝 | 1.  | 2001年7月15日  | パレルモ       | クレー        | アナベル・メディナ・ガリゲス | タチアナ・ガルビン ヤネッテ・フサロバ                       | 6-4, 2-6, 4-6       |
| 準優勝 | 2.  | 2001年7月29日  | カサブランカ   | クレー        | マリア・エミリア・サレルニ   | ルボミラ・バチェバ アサ・スベンソン                         | 6-3, 6-7(4), 6-1    |
| 優勝   | 4.  | 2001年8月5日   | バーゼル       | クレー        | アナベル・メディナ・ガリゲス | ヨアネット・クルーガー マルタ・マレーロ                     | 7-6(5), 6-2         |
| 準優勝 | 3.  | 2002年8月11日  | ヘルシンキ     | クレー        | エバ・ベス                   | スベトラーナ・クズネツォワ アランチャ・サンチェス・ビカリオ | 6-3, 6-7(5), 6-3    |
| 準優勝 | 4.  | 2003年7月13日  | パレルモ       | クレー        | アランチャ・パラ・サントンハ | アドリアーナ・セッラ・ザネッティ エミリー・ステラート       | 6-4, 6-2            |
| 優勝   | 5.  | 2008年3月1日   | アカプルコ     | クレー        | ヌリア・リャゴステラ・ビベス | イベタ・ベネソバ ペトラ・チェトコフスカ                     | 6-2, 6-4            |
| 準優勝 | 5.  | 2008年5月11日  | ベルリン       | クレー        | ヌリア・リャゴステラ・ビベス | カーラ・ブラック リーゼル・フーバー                         | 6-3, 2-6, [2-10]    |
| 準優勝 | 6.  | 2008年6月14日  | バルセロナ     | クレー        | ヌリア・リャゴステラ・ビベス | ルルド・ドミンゲス・リノ アランチャ・パラ・サントンハ       | 6-4, 5-7, [4-10]    |
| 優勝   | 6.  | 2009年2月22日  | ボゴタ         | クレー        | ヌリア・リャゴステラ・ビベス | フラビア・ペンネッタ ヒセラ・ドゥルコ                       | 7-5, 3-6, [10-7]    |
| 優勝   | 7.  | 2009年2月28日  | アカプルコ     | クレー        | ヌリア・リャゴステラ・ビベス | ルルド・ドミンゲス・リノ アランチャ・パラ・サントンハ       | 6-4, 6-2            |
| 優勝   | 8.  | 2009年4月19日  | バルセロナ     | クレー        | ヌリア・リャゴステラ・ビベス | ソラナ・チルステア アンドレヤ・クレパーチ                   | 3-6, 6-2, [10-8]    |
| 準優勝 | 7.  | 2009年7月11日  | ボースタード   | クレー        | ヌリア・リャゴステラ・ビベス | フラビア・ペンネッタ ヒセラ・ドゥルコ                       | 2-6, 6-0, [5-10]    |
| 優勝   | 9.  | 2009年7月17日  | パレルモ       | クレー        | ヌリア・リャゴステラ・ビベス | マリヤ・コリツェワ ダリヤ・クツォワ                         | 6-1, 6-2            |
| 準優勝 | 8.  | 2009年8月16日  | シンシナティ   | ハード        | ヌリア・リャゴステラ・ビベス | カーラ・ブラック リーゼル・フーバー                         | 3-6, 6-0, [2-10]    |
| 優勝   | 10. | 2009年8月23日  | トロント       | ハード        | ヌリア・リャゴステラ・ビベス | サマンサ・ストーサー レネ・スタブス                         | 2-6, 7-5, [11-9]    |
| 優勝   | 11. | 2009年8月29日  | ニューヘイブン | ハード        | ヌリア・リャゴステラ・ビベス | イベタ・ベネソバ ルーシー・ハラデツカ                       | 6-2, 7-5            |
| 優勝   | 12. | 2009年11月1日  | ドーハ         | ハード        | ヌリア・リャゴステラ・ビベス | カーラ・ブラック リーゼル・フーバー                         | 7-6(0), 5-7, [10-7] |
| 優勝   | 13. | 2010年2月20日  | ドバイ         | ハード        | ヌリア・リャゴステラ・ビベス | クベタ・ペシュケ カタリナ・スレボトニク                     | 7-6(5), 6-4         |
| 準優勝 | 9.  | 2010年5月8日   | ローマ         | クレー        | ヌリア・リャゴステラ・ビベス | フラビア・ペンネッタ ヒセラ・ドゥルコ                       | 4-6, 2-6            |
| 準優勝 | 10. | 2010年10月23日 | モスクワ       | ハード (室内) | サラ・エラニ                 | ヒセラ・ドゥルコ フラビア・ペンネッタ                       | 3-6, 6-2, [6-10]    |
| 優勝   | 14. | 2011年2月20日  | ドバイ         | ハード        | リーゼル・フーバー           | クベタ・ペシュケ カタリナ・スレボトニク                     | 7-6(5), 6-3         |
| 優勝   | 15. | 2011年7月9日   | ボースタード   | クレー        | ルルド・ドミンゲス・リノ     | ヌリア・リャゴステラ・ビベス アランチャ・パラ・サントンハ   | 6-3, 6-3            |
| 優勝   | 16. | 2012年6月23日  | イーストボーン | 芝            | ヌリア・リャゴステラ・ビベス | リーゼル・フーバー リサ・レイモンド                         | 6-4, 途中棄権       |
| 優勝   | 17. | 2016年6月19日  | マヨルカ       | 芝            | ガブリエラ・ダブロウスキー   | アンナ＝レナ・フリードサム ラウラ・シグムント               | 6-4, 6-2            |
| 優勝   | 18. | 2017年9月23日  | 東京           | ハード        | アンドレヤ・クレパーチ       | ダリア・ガブリロワ ダリア・カサトキナ                       | 6-3, 6-2            |
| 準優勝 | 11. | 2018年1月6日   | ブリスベン     | ハード        | アンドレヤ・クレパーチ       | キキ・ベルテンス デミ・スゥース                             | 5-7, 2-6            |
| 準優勝 | 12. | 2018年2月18日  | ドーハ         | ハード        | アンドレヤ・クレパーチ       | ガブリエラ・ダブロウスキー エレナ・オスタペンコ             | 3-6, 3-6            |
| 準優勝 | 13. | 2018年4月8日   | チャールストン | クレー        | アンドレヤ・クレパーチ       | アーラ・クドゥリャフツェワ カタリナ・スレボトニク           | 3-6, 3-6            |
| 優勝   | 19. | 2018年6月24日  | マヨルカ       | 芝            | アンドレヤ・クレパーチ       | ルーシー・サファロバ バルボラ・ステフコバ                   | 6-1, 3-6, [10-3]    |
| 優勝   | 20. | 2019年5月3日   | ラバト         | クレー        | サラ・ソリベス・トリモ       | ジョージナ・ガルシア・ペレス オクサナ・カラシニコワ         | 7-5, 6-1            |
| 準優勝 | 14. | 2018年6月23日  | マヨルカ       | 芝            | サラ・ソリベス・トリモ       | キルステン・フリプケンス ヨハンナ・ラーション               | 2-6, 4-6            |
| 優勝   | 21. | 2019年8月23日  | ニューヨーク   | ハード        | ダリヤ・ユラク               | モニカ・ニクレスク マルガリータ・ガスパリアン               | 7-5, 6-2, [10-7]    |

## 4大大会シングルス成績
略語の説明
| W | F | SF | QF | #R | RR | Q# | LQ | A | Z# | PO | G | S | B | NMS | P | NH |

W=優勝, F=準優勝, SF=ベスト4, QF=ベスト8, #R=#回戦敗退, RR=ラウンドロビン敗退, Q#=予選#回戦敗退, LQ=予選敗退, A=大会不参加, Z#=デビスカップ/BJKカップ地域ゾーン, PO=デビスカップ/BJKカッププレーオフ, G=オリンピック金メダル, S=オリンピック銀メダル, B=オリンピック銅メダル, NMS=マスターズシリーズから降格, P=開催延期, NH=開催なし.
| 大会           | 2000 | 2001 | 2002 | 2003 | 2004 | 2005 | 2006 | 2007 | 2008 | 2009 | 2010 | 2011 | 2012 | 2013 | 通算成績 |
| -------------- | ---- | ---- | ---- | ---- | ---- | ---- | ---- | ---- | ---- | ---- | ---- | ---- | ---- | ---- | -------- |
| 全豪オープン   | A    | 1R   | 1R   | A    | A    | A    | A    | A    | LQ   | 3R   | 2R   | 2R   | A    | LQ   | 4-5      |
| 全仏オープン   | A    | 1R   | LQ   | A    | A    | A    | A    | LQ   | 1R   | 3R   | 1R   | 2R   | 3R   | A    | 5-6      |
| ウィンブルドン | A    | 1R   | A    | A    | A    | A    | LQ   | LQ   | 3R   | 1R   | A    | 3R   | 1R   | A    | 4-5      |
| 全米オープン   | LQ   | 1R   | A    | A    | A    | A    | 1R   | LQ   | 1R   | 3R   | 2R   | 1R   | 2R   | A    | 4-7      |